# Frank Forberger
Frank Forberger (født 5. marts 1943 i Meißen, død 30. september 1998) var en tysk roer, dobbelt olympisk guldvinder og dobbelt verdensmester.

## Karriere

### Roning
Forberger var en del af en stærk firer uden styrmand fra SC Einheit Dresden, der i en årrække var ubesejret på den internationale roscene. Sammen med Frank Rühle, Dieter Schubert og Dieter Grahn vandt han sin første internationale titel for DDR i 1966, da det blev til VM-guld, hvilket blev fulgt op med EM-guld året efter.
Deres første OL var i 1968 i Mexico City, hvor de var storfavoritter. De vandt ikke overraskende deres indledende heat, og i finalen var de næsten to et halvt sekund foran nærmeste konkurrenter, som var Ungarn, mens Italien vandt bronze. Ved disse lege var Schubert den østtyske flagbærer ved afslutningsceremonien.
I 1969 roede Forberger sammen med Grahn toer uden styrmand og vandt her EM-sølv. Fireren blev derpå verdensmestre i 1970 og europamestre i 1971.
Ved OL 1972 var de igen store favoritter. De vandt da også deres indledende heat, selv om de ikke havde hurtigste tid, og i semifinalen blev de besejret af New Zealand. I finalen satte de dog streg under deres klasse og vandt endnu en guldmedalje, mens New Zealand sikrede sig sølvet og Vesttyskland bronzen.
Derudover vandt Dresden-fireren seks østtyske mesterskaber (1965-1968 og 1970-1971), og Forberger og Grahn vandt tilsvarende i toer uden styrmand i 1969.

## OL-medaljer
- 1968:  Guld i firer uden styrmand
- 1972:  Guld i firer uden styrmand